# François Xavier Talbert
François Xavier Talbert, dit l’abbé Talbert, né à Besançon en 1725 et mort à Lviv (Ukraine) le 4 juin 1805, est un écrivain religieux et prédicateur français.
Il fut chanoine à Besançon, puis à Paris, avant d'émigrer en Ukraine où il mourut. Il avait traité, concurremment avec Jean-Jacques Rousseau, la question proposée par l'Académie de Dijon sur l'Origine de l'inégalité parmi les hommes (1754) et avait remporté le prix. On a de lui, outre ses Sermons, des Éloges de Louis XV, Montaigne, Bossuet, Massillon, d'Amboise, Michel de L'Hôpital, couronnés par diverses académies.
Il a fourni l’article Preux au Supplément à l’Encyclopédie de Diderot et D’Alembert.
Il fut l'un des membres fondateurs de l'Académie des sciences, belles-lettres et arts de Besançon et de Franche-Comté .